# Faun Koloss
Faun Koloss war die Verkaufsbezeichnung einer dreiachsigen Schwerlastzugmaschine des ehemaligen LKW-Herstellers Faun-Werke.

## Geschichte
Nach Aufgabe des Baus konventioneller LKW-Modelle hatte FAUN sich dem Bau von Spezialfahrzeugen zugewandt. In diesem Zusammenhang hatte man 1974 eine neue Typenreihe von Haubenzugmaschinen für Schwertransporte entwickelt (FAUN HZ-Serie). Diese Fahrzeugserie basierte auf einem Baukastensystem und bestand aus zwei- bis vierachsigen Fahrzeugen, die je nach Kundenvorgabe stark individualisiert werden konnten. FAUN fertigte den Rahmen, die Achsen, sowie das Verteilergetriebe selbst. Bei der Motorisierung konnte zwischen luftgekühlten Motoren von Deutz, sowie (je nach Leistung) wassergekühlten Motoren von Mercedes, Cummins und Detroit-Diesel gewählt werden. Die Getriebe stammten von ZF oder Allison. Die Fahrerhäuser wurden von Magirus-Deutz bezogen, dem Hauber-Fahrerhaus wurden Motorhauben aus GFK angepasst, deren Form je nach Motorisierung und Art der Motorkühlung variierten.
1987 wurde das Zugmaschinenprogramm auf 4 Grundtypen gestrafft, die als Herkules, Koloss, Goliath und Gigant bezeichnet wurden. Die Grundmodelle konnten als leistungsgesteigerte Version (S), mit erhöhter Geländegängigkeit (RT, "rough terrain"), oder in Kombination beider Eigenschaften (RT-S) bestellt werden.
Der Koloss stellte die schwerste Version der bisher angebotenen dreiachsigen Zugmaschinen dar (Typ HZ 40.45/45W 6x6). Es gab eine Variante der Zugmaschine mit einem Motor, dessen Leistung (480 PS/353 kW) betrug. Die stärkste Motorenausstattung des Faun Koloss leistet (525 PS/386 kW).

## Modellvarianten
Die normale Ausstattung hat ein Leergewicht von 14,5 t und eine Gesamtfahrzeuglänge von 8,40 m. Die RT-Variante hat ein Leergewicht von 15 t, die S-Variante wiegt 14,7 t und der RT S wog 15,2 t. Das zulässige Gesamtgewicht aller Versionen beträgt 41 t, die Anhängelast aller vier Versionen bis zu 280 t.

## Technische Ausstattung
Der Faun Koloss hat Allradantrieb, eine ZF-Wandler-Schaltkupplung mit 16 Gängen und Trommelbremsen. Der V12-Turbodieselmotor mit Direkteinspritzung hat einen Hubraum von fast 20 Liter. Die Höchstgeschwindigkeit beträgt ca. 48 km/h.